# Cerodontha inflata
Cerodontha inflata este o specie de muște din genul Cerodontha, familia Agromyzidae, descrisă de Stéphanie Boucher în anul 2002. Conform Catalogue of Life specia Cerodontha inflata nu are subspecii cunoscute.